# Firebeatz
Firebeatz ist ein niederländisches DJ- und Musikproduzenten-Duo. Es besteht aus Tim Benjamin Smulders (* 14. August 1985) und Jurre van Doeselaar (* 7. Juli 1987).

## Karriere
Das Duo lernte sich während des Studiums an der Kunsthochschule der Universität Tilburg kennen. Am 27. November 2008 stellten sie ihre erste Doppel-Single vor, die in Zusammenarbeit mit dem niederländischen Produzenten Mell Tierra entstand und über das Plattenlabel „Masal (Azucar)“ erschien. Die Single bestand aus den beiden Liedern See You Bounce und Ready To Go. Nach zwei Kollaborationen mit dem Musiker JoeySuki auf dem Label „Audiodamage Records“ sowie ein doppeltes Release über „Be Yourself Music“ wurde das niederländische Plattenlabel „Spinnin’ Records“ auf das DJ-Duo aufmerksam.
In den Folgejahren erlangte das Projekt an Bekanntheit. Mit ihrem Remix des Liedes Good Time von Ron Carroll und Alex Kenji erreichten sie im Sommer des Jahres 2012 erstmals eine Platzierung in den Beatport-Charts. Im September 2012 gelang ihnen dies auch mit ihrer Solo-Single Dear New York, die sie zusammen mit niederländischen DJ und Produzenten Schella aufnahmen. Nur kurze Zeit später veröffentlichten Firebeatz den Song Here We F*cking Go auf Hardwell Plattenlabel „Revealed Recordings“, mit dem sie sich stilistisch der wachsenden Big-Room-Szene anschlossen. Die Nachfolger-Single Disque orientierte sich zusätzlich an Complextro-Sounds.
Nachdem sie 2013 mit den Liedern Wicked, einer Big-Room-Produktion mit Schella und dem ruhiger gestalteten Track Wonderful die Top-10 der Beatport-Charts erreichten, veröffentlichten sie 2014 zwei ihrer bis dato größten Erfolge. Rockin machte dabei den Anfang. Der Song wurde in Zusammenarbeit mit dem niederländischen Progressive-House-Duo DubVision produziert und rückte bis in die Top-5 auf Beatport vor und erreichte über 2 Millionen Views auf YouTube. Gemeinsam mit dem niederländischen Youngster Martin Garrix, der wenige Monate vorher mit Animals seinen Durchbruch feierte, wurde am 17. Februar 2014 die Single Helicopter veröffentlicht. Mit dieser erreichten sie eine Platzierung in den Single-Charts mehrerer Länder, darunter Frankreich und Belgien. Auch in die deutschen iTunes-Charts rückte der Song vor.
Gemeinsam mit dem niederländischen Produzenten Tiësto nahmen sie den Song Last Train auf, der von der neuseeländischen Sängerin Ladyhawke gesungen wurde. Dieser war auf seinem Studioalbum A Town Called Paradise enthalten. No Heroes folgte als Kollaboration mit dem US-amerikanischen Musiker KSHMR und Sängerin Luciana. Über 22 Millionen Aufrufe erreichte das Musikvideo auf YouTube. Des Weiteren veröffentlichten sie eine Neuversion des Liedes Calabria von Rune RK aus dem Jahr 2003. Auch dieses Release setzte sich an die Spitze der Beatport-Charts und entwickelte sich zu einem großen Festival-Erfolg. I Can’t Understand konnte an den Erfolg von Calabria anschließen, obwohl sich der Stil des Liedes in Form einer Future-House-Produktion sehr von den Vorgängern unterschied.
Im Folgejahr veröffentlichten Firebeatz mit der Single Rage ein Follow-Up des Songs Guitar Track, einer Kollaboration mit Sander van Doorn aus dem Jahr 2013. Hier holten sie sich zudem den niederländischen Youngster Julian Jordan zur Seite. Auch ein Follow-Up zu Rockin mit DubVision wurde veröffentlicht. Hier steuerte die Sängerin Ruby Prophet ihren Gesang bei. Nach der Single Samir’s Theme, einer Neuauflage des gleichnamigen Liedes von DJ Debonair Samir aus dem Jahr 2007 erschien erstmals eine Single auf Tiëstos Plattenlabel. Diese trägt den Titel Sky High und wurde zusätzlich von Tiësto überarbeitet.
2017 veröffentlichten Firebeatz das Lied Show Me Your Love, mit dem sie sich erstmals im Future-Bounce-Genre wiederfanden. Das Lied wurde gemeinsam mit dem niederländischen DJ-Duo Lucas & Steve aufgenommen und enthielt nur wenige Monate später ein Follow-Up in Form des Liedes Keep Your Head Up, bei dem zudem die englische Acoustic-Band Little Giants mitwirkte. Die Single erreichte eine Platzierung in den Nederlandse Top 40. Eine weitere kommerzielle Single folgte im Februar 2018 mit dem Lied Everything, das zusammen mit Peppermint und Sänger Aidan O’Brien entstand.
Das Duo stieg 2014 auf Platz 56 in die DJ Mag Top 100 DJs ein. Im Folgejahr erreichten sie Platz 66. Zuletzt waren sie 2016 auf Platz 77 gelistet.

## Diskografie

### Singles
2008:
- See You Bounce / Ready To Go(mit Mell Tierra)
- Filter Fish (mit JoeySuki)

2009:
- Echobird (mit JoeySuki)
- We’re Going Back / Bring the Ruckuz
- Flamboyant / Swaziland (mit Apster)
- Hit The Dust (mit Mell Tierra feat. Stanford)

2010:
- Magic People
- 2 Time's The Charm
- Amfibi
- Seventy Two
- Beatboxa / Look Behind the Obvious
- Amfibi
- Cencerro
- Hidden Sound (mit JoeySuki)
- Punk!
- Zunga Zunga
- Hidden Sound (This Beat Is Got Me) (mit JoeySuki feat. Max C)
- Love Is What We Need

2011:
- It’s Like That 2011
- Tell Me (mit JoeySuki)
- Savier
- 4 Real Life
- Free, Let It Be
- Keizer
- Where Brooklyn At? / Wise Up
- FYPM
- A Certain Sound
- Knock Out
- Had It
- Wise Up
- Go Bang! (mit Chocolate Puma)
- Beatbox
- Funky Shit

2012:
- Where's Your Head At
- Love Is What We Need
- Miniman
- Reckless
- Just One More Time Baby (mit Chocolate Puma)
- Dear New York (mir Schella)
- Here We F*cking Go
- Disque

2013:
- Gangster
- YEAHHHH
- Ding Dong (mit Bobby Burns)
- Wonderful
- Sausage Fest (mit Chocolate Puma)
- Wicked (mir Schella)
- Max Ammo

2014:
- Rockin (mit DubVision)
- Bombaclat
- Helicopter (mit Martin Garrix)
- Guitar Track (mit Sander van Doorn)
- Wise Up
- Where Brooklyn At
- Bazooka
- Last Train (mit Tiësto)
- No Heroes (mit KSHMR feat. Luciana)
- Switch (mit Schella)
- Calabria (Firebeatz Remix) (Original: Rune RK)
- I Can't Understand (mit Chocolate Puma)
- Arsonist

2015:
- It Was You (mit Calvin Harris)
- Rage (mit Sander van Doorn & Julian Jordan)
- Darkside
- Invincible (mit DubVision feat. Ruby Prophet)
- Samir’s Theme
- Sky High (Tiësto Edit)
- Go
- Tornado

2016:
- Speak Up
- Home
- Dat Disco Swindle
- Lullaby (mit Chocolate Puma feat. BISHØP)
- Sir Duke (mit Fafaq)

2017:
- Show Me Your Love (mit Lucas & Steve)
- Burn It Down
- Keep Your Head Up (mit Lucas & Steve feat. Little Giants)
- Everything (mit Peppermint feat. Aidan O’Brien)
- Ignite
- Rock Right Now
- Remember Who You Are

### Remixe (Auswahl)
2008:
- Nicky Romero – Globe

2009:
- Nicky Romero – Woods of Idaho

2010:
- AnnaGrace – Celebration
- Nicky Romero – It's Me Bitches

2011:
- Kate Ryan – Broken
- James Blunt – Dangerous
- Flo Rida – Turn Around (5,4,3,2,1)

2012:
- Sean Paul – She Doesn't Mind
- Bingo Players feat. Heather Bright – Don't Blame the Party (Mode)
- Ian Carey & Rosette feat. Timbaland & Brasco – Amnesia

2013:
- Rihanna – What Now
- Calvin Harris feat. Ayah Marar – Thinking About You
- Justin Timberlake feat. Jay-Z – Suit & Tie

2014:
- P!nk – Blow Me (One Last Kiss)
- Britney Spears – It Should Be Easy
- Foster the People – Coming of Age

2015:
- Joe Stone – The Party (This Is How We Do It)
- Rune RK – Calabria

2016:
- Dimitri Vegas & Like Mike – Stay a While

2019
- Bob Marley vs. Funkstar De Luxe – Sun Is Shining (Funkstar De Luxe Remix)

## Belege
1. ↑  https://www.famousbirthdays.com/people/tim-smulders.html
2. ↑  https://www.famousbirthdays.com/people/jurre-van-doeselaar.html
3. ↑  https://web.archive.org/web/20140301203934/http://www.elektrodaily.com/interviews/2013/11/raving-raeanne-catches-up-with-firebeatz/
4. 1 2 3  Chartquellen: BE (Flandern) BE (Wallonien) FR NL
5. ↑  https://djmag.com/top100dj?year=2014
6. ↑  https://djmag.com/top100dj?year=2015
7. ↑  https://djmag.com/top100dj?year=2016